# Джон Илайджа Блънт
Джон Илайджа Блънт (на английски: John Elijah Blunt) е британски дипломат, работил на Балканите и Близкия изток.

## Биография
Роден е на 14 октомври 1832 година в Одрин, Османската империя, в семейството на британския дипломат Чарлс Блънт и Каролайн Блънт, по баща Виталис, чийто баща е консул на Тинос. Завършва частното училище „Д-р Грейгс“ в Уолтъмстоу и Кенсингтънското училище. В 1850 година той се присъединява към консулската служба на Негово Величество.
В 1853 година Блънт е назначен за изпълняващ длъжността вицеконсул в британското консулство в Митилини, Лесбос.
От януари до април 1854 година е изпълняващ длъжността консул на Родос. От април 1854 година до март 1855 година, по време на Кримската война, е главен преводач и секретар на командващия Кавалирерийскта дивизия лорд Лукан. Свидетел е на битките при Алма, Балаклава и Инкерман, но след това се връща към консулската работа.
На 8 март 1855 година е назначен за британски вицеконсул във Волос, Османската империя. На 31 март 1857 година е преместен като скопски британски вицеконсул.
От ноември 1857 до ноември 1858 година е изпълняващ длъжността британски консул в Битоля, Османската империя, след което се връща като вицеконсул в Скопие. На 25 ноември 1858 година се жени за Фани Джанет (1840 – 1926), дъщеря на британския дипломат Доналд Сандисън.
Назначен е за генерален консул за вилаетите Солун, Косово, Янина и Битоля. В 1862 и 1868 година той получава благодарността на президента на САЩ за услугите, оказани на американските граждани в Одринския вилает, и е номиниран за консул на Румелия, но не му е позволено да приеме поста. Става кавалер на Ордена на банята в 1878 година и служи като солунски генерален консул между 1879 и 1899 година. През това време получава два пъти медала „Имтияз“ – сребърен в 1890 година и златен в 1898 година. След това е назначен за консул с ранг на генерален консул на щатите Масачузетс, Върмонт, Ню Хемпшир и Мейн, с пребиваване в Бостън, между 1899 и 1902 година. Той е посветен в рицарство в 1902 година и се оттегля в Малта след повече от 50 години консулска служба. В 1907 година е назначен за офицер на Кралския орден на Спасителя от краля на Гърция.
Умира на 19 юни 1916 година във Валета на Малта.